# Thomas Dunn English
Thomas Dunn English (29 de junio de 1819 - 1 de abril de 1902) fue un político estadounidense del partido demócrata, por el estado de Nueva Jersey, que representó a su estado en el Congreso entre 1891 y 1895. Fue también escritor y compositor de canciones, conocido mayormente por sus agrios enfrentamientos con Edgar Allan Poe.

## Biografía
English nació en Filadelfia el 29 de junio de 1819. 
Se graduó en la University of Pennsylvania School of Medicine, en 1839. Su tesis versó sobre el tema frenología. También estudió Derecho, pero se dedicó principalmente al periodismo y la política.
Aunque cultivó varios géneros, como escritor se le recuerda sobre todo por su balada "Ben Bolt" (1843). Editó la revista mensual The Aristidean en Nueva York, cuyo primer número apareció en febrero de 1845. También editó The John Donkey, American Review: A Whig Journal y Sartain's Magazine.

### Relación con Poe
English era amigo de Edgar Allan Poe (este era diez años mayor), hasta que se enemistaron debido a un escándalo entre Poe y las poetisas Frances Sargent Osgood y Elizabeth F. Ellet. (Véase, Virginia Clemm#El escándalo Osgood/Ellet.) English descreía de la versión de Poe y sugirió que pusiese fin a las habladurías retractándose de sus acusaciones infundadas contra Ellet. Poe, enojado, se enzarzó en una pelea a puñetazos con English, en el transcurso de la cual recibió un corte en la cara con el anillo de English. Poe más tarde proclamó que había dado a English «una paliza que no olvidaría hasta el día de su muerte», cosa que el otro negó. En cualquier caso la pelea puso fin a su amistad y no hizo más que avivar el escándalo.
Tiempo después Poe criticó duramente la obra de English en la revista Godey's Lady's Book, refiriéndose a él como «ese hombre que carece de los estudios más elementales y sin embargo se afana en instruir a la humanidad sobre temas literarios». Los dos hombres tendrían enfrentamientos posteriores, normalmente centrados en caricaturas literarias mutuas. Una de las cartas de English, publicada el 23 de julio de 1846, en el New York Mirror, provocó una demanda de Poe, que éste ganó a los editores del Mirror, por libelo. Poe fue indemnizado con 225,06 dólares, además de 101,42 por gastos procesales.
Ese mismo año, English publicó una novela titulada 1844, or, The Power of the S.F. Trataba de una sociedad secreta y una venganza. Uno de sus personajes, inspirado en Poe, fue llamado Marmaduke Hammerhead; era autor del famoso The Black Crow (El cuervo negro), y usaba frases como "Nevermore" ("nunca más") y "lost Lenore" ("la perdida Leonora"). Poe era claramente parodiado también como bebedor, mentiroso y maltratador doméstico. El muy cruel cuento de Poe "El barril de amontillado" fue escrito como respuesta, usando referencias específicas de la novela de English. Otro cuento de Poe, "Hop-Frog", acaso se refiera también a English. Años después, en 1870, cuando English editaba la revista The Old Guard, fundada por un partidario de Poe, Charles Chauncey Burr, English encontró ocasión de publicar a la vez un artículo contra Poe y otro a favor de su mayor detractor, Rufus Wilmot Griswold (octubre de 1870).
En 1896, English publicó Reminisces of Poe, libro de memorias en que aludió a los escándalos del bostoniano, aunque sin especificarlos. De todos modos lo defendió de las acusaciones de drogadicto: «De haber tenido Poe el hábito del opio cuando lo conocí (antes de 1846), yo hubiese debido advertirlo, como médico y como persona observadora, o lo habría descubierto durante sus frecuentes visitas a mi casa, las mías a la suya, o en nuestros muchos encuentros. Nunca vi nada de eso y juzgo todas esas habladurías como meras calumnias sin base alguna».

### Muerte
English murió el 1 de abril de 1902, y fue enterrado en el Fairmount Cemetery de Newark. En su lápida figura la inscripción: "Autor de Ben Bolt".